# Imperial (Californië)
Imperial is een plaats in Imperial County in Californië in de VS.

## Geografie
Imperial bevindt zich op 32°50′33″Noord, 115°34′19″West. De totale oppervlakte bedraagt 10,1 km² (3,9 mijl²) wat allemaal land is.

## Demografie
Volgens de census van 2000 bedroeg de totale bevolkingsdichtheid 746,5/km² (1932,2/mijl²) en bedroeg het totale bevolkingsaantal 8100 als volgt onderverdeeld naar etniciteit:
- 58,53% blanken
- 2,66% zwarten of Afrikaanse Amerikanen
- 0,75% inheemse Amerikanen
- 2,71% Aziaten
- 0,17% mensen afkomstig van eilanden in de Grote Oceaan
- 30,90% andere
- 4,27% twee of meer rassen
- 61,10% Spaans of Latino

Er waren 2308 gezinnen en 1911 families in Imperial. De gemiddelde gezinsgrootte bedroeg 3,26.

## Plaatsen in de nabije omgeving
De onderstaande figuur toont nabijgelegen plaatsen in een straal van 24 km rond Imperial.